# Barbara Lexa
Barbara Lexa (* 5. Februar 1967 in München; bürgerlich Barbara Frank) ist eine oberbayerische Jodellehrerin und Mundart-Autorin.

## Leben
Lexa wuchs im oberbayerischen Wolfratshausen in einer  musikalischen Familie auf. Früh lernte sie Gitarre und Klavier, sang mit ihrer Mutter, einer Jodlerin und Volksschauspielerin, im Duett. Im Alter von neun Jahren komponierte sie ihre ersten Lieder.
Lexa schloss eine Konditorenlehre ab und arbeitete als Holzbrandmalerin. Nebenbei spielte sie als Jugendliche sechs Jahre die Begleitgitarre einer Stubenmusikformation und danach zwölf Jahre E-Bass und Keyboard auf Hochzeiten und Geburtstagsfeiern. 2009 bis 2015 war sie mit dem Autor und Musiker Rupert Frank verheiratet. Seit 2012 gibt sie Jodelkurse. Sie lebt mit ihren beiden Kindern in Wolfratshausen.

## Musik und Kabarett
Als Jodlerin hatte Lexa Gastauftritte in Japan, Brasilien, Oman und Island, 1993 erreichte ihr Titel Mei Wolfratshausen im privaten Radiosender Radio Alpenwelle den ersten Platz in der Hitparade. Nach der Geburt ihrer Kinder spezialisierte sich Barbara Lexa auf eigene Lieder in Mundart mit sozialkritischen und humorvollen Texten.
Die Premiere des ersten Solo-Programms fand 2001 in Wolfratshausen statt, später trat sie auch mit Schauspieler Winfried Frey und Liedermacher Peter Horton auf. Sie schrieb 2004 die musikalische Laudatio anlässlich einer Feier für den bayerischen Regisseur Franz Xaver Bogner und erlangte 2005 beim 1. Wolfratshauser Bavarian Music Award den 3. Platz.
Inzwischen arbeitete sie auch mit dem Dialektologen Ludwig Zehetner zusammen, schrieb Artikel für den Förderverein zum Erhalt der Bairischen Sprache und Dialekte e.V. und setzte sich für die Förderung der Mundart in Kindergärten ein.
So entstand 2006 in Zusammenarbeit mit der Schratzlwerkstatt das Musik-Hörspiel für Kinder Grummewugg und Regnwurmdregg, bei dem u. a. Markus Tremmel, Sprecher beim Bayerischen Rundfunk mitwirkte. Im Herbst 2006 erschien auf CD ein Live-Mitschnitt des Oa-Frau-Programms Melodisch, Magisch, Mundart!.
Beim "Wolfratshauser Bavarian Music Award" erreichte Barbara Lexa im Jahre 2007 den 1. Platz,  2008 folgte der 2. Platz beim "Geretsrieder Liedermacher-Festival".
Im Oktober 2008 beendete Barbara Lexa ihre Solo-Karriere und startete gemeinsam mit Rupert Frank ein Mundart-Musik-Kabarett mit dem Titel "Ansichten ohne Aussicht auf Durchblick".
Kernpunkt waren Zungenbrecher, Wortspielereien und humorvolle Reime in bairischer Mundart, begleitet von Akkordeon, Gitarre, Euphonium und Steirischer.
Für ihr Oa-Frau-Programm  (Eine-Frau-Programm) war Lexa nicht nur Komponistin, Texterin, Sängerin und Arrangeurin, sie entwarf auch die Plakate und Handzettel, übernahm den Kontakt zur Presse und auf kleinen Bühnen die Aufgaben von Bühnentechniker und Tonmeister. Ihre Begleitinstrumente sind Gitarre, Steirische Harmonika und Klavier.
Ihre künstlerische Tätigkeit bezeichnete sie selber als "Mundartistik", ihr Programm als Mischung aus Musikkabarett, Liedermacherabend und Bairisch-Kurs.
Von 2008 bis 2014 trat Barbara Lexa zusammen mit ihrem Mann Rupert Frank, der an Akkordeon und Baritonhorn die rasanten Wortspielereien und pointenreichen Geschichten begleitete, unter dem Namen MundARTissimo auf.
Seit 2012 gibt die Künstlerin Jodelkurse.
Ab 2016 verschrieb sich Barbara Lexa zusätzlich den Mantras auf Boarisch, einer Mischung aus alpenländischer Lebensfreude und östlicher Spiritualität, welche sie im selben Jahr auch als Notenheft mit CDs herausbrachte.

## Werke
- Mei Wolfratshausen (1993)
- Neideitsch (2001)
- Blechdepp-Tango (2001)
- Grau-Blaue Woikn (2002)
- Chinesischer Heiratsantrag (2004)
- Würstl mit Senf (2006)
- Samba hoib und hoib (2008)
- Tango Barbarita e Ruperto (2009)
- Satt und blau is da Himme (2015)

### CDs (Auswahl)
- So a Musi (1993 – Jodler)
- Beherzt-Bedächtig-Boarisch (2001)
- Beherzt-Belustigt-Boarisch (2003- live)
- Melodisch, Magisch, Mundart! (2005)
- Grummewugg und Regnwurmdregg (2006 – Mundart-Hörspiel für Kinder von 3 bis 99)
- Barbara Lexa, live 2006 (Jubiläumsausgabe, fünf Jahre Oa-Frau-Programm)
- Pfeigrod und kloavadraad (2008)
- Ansichten ohne Aussicht auf Durchblick (2009 – mit Rupert Frank)
- "MundARTissimo...und Bairisch lebt!" (2011 – mit Rupert Frank)
- Drialleiho! (Traditionelle Jodler und Jodellieder – 2013)
- JODELMANTRAS (2014)
- Mantras auf Boarisch (2016)

### Preise
- 2007 Wolfratshauser Bavarian Music Award, 1. Platz
- 2008 Geretsrieder Liedermacherfestival, 2. Platz

### Bücher
- Die Kette des Lebens (1992 – Betrachtungen über unglaubliche Dinge)
- Melodisch, Magisch, Mundart! (2005 - 45 Texte aus dem Programm, teilw. mit humorvoller Übersetzung ins Deutsche, Vorwort von Ludwig Zehetner)
- Märchen auf boarisch (2009 - 12 alte Märchen in neuem Gewand, gereimt und versetzt ins bayerische Land)
- Märchen auf Boarisch Band 2 (2011 - 13 weise Geschichten, weltweit gefunden, nach Bayern versetzt, gereimt und gebunden – mit Rupert Frank). Das Vorwort schrieb Prof. Dr. Helmut Zöpfl.[2]
- Adventsgeschichten 2.0
- Mantras auf Boarisch (2016 – Notenheft mit CDs)
- Einstiegshilfen für Aussteiger (2017)
- Mein Wechseljahr (2017)
- Jodeln lernen (2017 – Heft mit Übungs-CD)